# Museo del sodalizio dei facchini di santa Rosa
Il museo del sodalizio dei facchini di Santa Rosa è un museo privato di Viterbo. Ha sede in via San Pellegrino 60/62, all'interno di un palazzetto medioevale che venne donato dal comune al Sodalizio dei facchini nel 1978 per farne la sede delle loro riunioni. Il museo è regolarmente aperto al pubblico dal 1994 e dal maggio del 2008 è gestito dalla società Archeoares s.n.c.
Le sale del museo occupano due piani: all'ingresso della sala al piano terra sono esposti alcuni modellini delle macchine di Santa Rosa, che si sono succedute dal 1690 fino ai giorni nostri.
Al primo piano è possibile assistere alla proiezioni dei filmati dei trasporti delle macchine avvenuti gli anni precedenti.
All'ultimo piano del palazzetto, chiuso al pubblico, è sita la sala che ospita, ogni settimana, il consiglio direttivo del sodalizio.